# Petromyscus
Genre
Petromyscus est un genre de rongeurs africains.

## Liste des espèces
- Petromyscus barbouri Shortridge and Carter, 1938
- Petromyscus collinus (Thomas and Hinton, 1925)
- Petromyscus monticularis (Thomas and Hinton, 1925)
- Petromyscus shortridgei Thomas, 1926